# Black Lagoon
Black Lagoon (ブラックラグーン Burakku ragūn?) es una serie de manga escrita e ilustrada por Rei Hiroe. En 2006 se emitió en Japón una serie de anime, de dos temporadas, con 12 capítulos cada una, que adaptaba este manga. Una serie de episodios especiales, bajo el nombre Black Lagoon Omake, fue emitida entre 2009 y 2010. Posteriormente se estrenó una tercera temporada de la serie en forma de 5 OVAs (2010), llamada Black Lagoon: Roberta's Blood Trail.

## Argumento
La serie narra las aventuras de un equipo de piratas mercenarios, más conocidos como la compañía Lagoon, no muy bien vista ante los ojos de la ley, y ubicada en la ciudad portuaria ficticia de Roanapur, en Tailandia, en el Sudeste Asiático, a inicios y mediados de la década de 1990.[cita requerida] En Roanapur convive la Yakuza japonesa, la Tríada china, la mafia rusa, el cartel colombiano, la mafia italiana y una gran variedad de carteristas, matones, mercenarios, ladrones, prostitutas, asesinos y pistoleros. Roanapur también tiene una gran población de refugiados vietnamitas, que llegaron a la ciudad después del éxodo ocurrido tras la caída de Saigón en 1975. Dentro de ese contexto, la serie se centra en el conflicto interno de Rokurō Okajima, un ejecutivo de una empresa japonesa que es secuestrado por Lagoon, y que luego decide unirse a sus filas después de ver la humillación a la que lo han sometido sus jefes y el sistema al cual pertenece. Cerca de él se encuentra Revy, una joven sinoestadounidense muy buena en el manejo de las armas, pero de personalidad bastante intolerante; será ella quien protegerá a Rock a pesar de todos los sucesos que se les presentan. Los acompañan Dutch, el jefe de Lagoon, y Benny, un experto en informática y sistemas de comunicación.
La compañía Lagoon transporta bienes para varios clientes en un barco de 80 pies (24 m) tipo Elco PT Black Lagoon. Tiene una relación particularmente amistosa con el sindicato de delincuencia ruso del Hotel Moscú. El equipo asume una variedad de misiones, que pueden incluir tiroteos violentos, combates cuerpo a cuerpo y batallas náuticas, en varios lugares del sudeste asiático, incluso hasta la isla de Phu Quoc, en Vietnam. Cuando no están trabajando, los miembros de Lagoon pasan gran parte de su tiempo libre en The Yellow Flag, un bar en Roanapur que a menudo queda destruido en el curso de los tiroteos que se producen en su interior.

## Personajes
Rokurō Okajima (岡島緑郎 Okajima Rokurō?)
Seiyū: Daisuke Namikawa
Apodado Rock, es el personaje masculino principal de la historia, un ejecutivo japonés de 25 años que se une a los miembros de Black Lagoon después de que lo secuestraran y su empresa lo abandonara. Rock no lucha, si bien es un excelente negociador y traductor. Es una persona humilde y apacible, en contraste con la personalidad de Revy. Se asusta a menudo por los métodos que usa Revy para alcanzar las metas que se marca. Ha sobrevivido a la ira de varios personajes de la serie, como Revy, Balalaika, Roberta y Sawyer. Se sospecha que podría tener el Síndrome de Estocolmo.
Revy (レヴィ Revi?)
Seiyū: Megumi Toyoguchi
Es el personaje femenino principal de la historia, provee de fuerza a la compañía Lagoon. Su nombre verdadero es Rebecca Lee. Es excelente con las armas, pero no con las personas. Es una estadounidense de origen chino, que creció en Nueva York y se convirtió en asesina desde muy pequeña, debido a que tuvo una infancia horrible. Utiliza un par de pistolas Beretta 92 FS "Sword Cutlass Special". Se divierte matando a sus enemigos y sólo en muy raras ocasiones se detiene para negociar. Poco a poco empieza a sentir afecto por Rock y probablemente se haya enamorado de él.
Dutch (ダッチ Datchi?)
Seiyū: Tsutomu Isobe
Es el líder de la compañía mercante Lagoon. Capitanea el barco Black Lagoon y coordina las acciones de la tripulación. Es un individuo muy inteligente y de carácter muy duro aunque calmado. Si bien normalmente se mantiene alejado de las peleas y se dedica a negociar, es un adversario mortal, ya que era un Marine que luchó en la Guerra de Vietnam. Utiliza una escopeta Remington 870 y un revólver S&W Modelo 29. Es un buen amigo de Balalaika, sin embargo no siempre han estado en los mismos bandos.
Benny (ベニー Benī?)
Seiyū: Hiroaki Hirata
Es un genio de la electrónica. Es el mecánico, informático e investigador del Black Lagoon. Al igual que Rock, se encuentra incapaz de usar armas. Se integró en la compañía tras meterse en problemas con la mafia y la CIA a la vez, haciendo que Revy le salvara la vida antes de que le metieran en el maletero de un coche. Es muy posesivo con sus ordenadores. Al parecer, mantiene una relación a distancia con Greenback Jane.
Balalaika (バラライカ Bararaika?)
Seiyū: Mami Koyama
Es la líder de Hotel Moscú, la mafia rusa de Roanapur. Es una exmilitar soviética, pero tras la disolución de la URSS creó una mafia con los exmilitares que estaban bajo su mando. Tiene cicatrices por toda la cara y el cuerpo, debido a una lesión ocurrida en la guerra en Afganistán. Tiene excelentes relaciones con Dutch y la Compañía Lagoon, ya que además de hacer recados, concede favores. Es totalmente despiadada y elimina a todo aquél que se interponga en su camino. Es considerada la mujer más fuerte de la serie y su fuerza sólo es superada por la del Sr. Chang. Su nombre real es Sofiya Pavlovna.
Roberta (ロベルタ Roberuta?)
Seiyū: Michie Tomizawa
Es la criada de la familia Loveless. De nacionalidad colombiana, Roberta nació en Florencia (Colombia) y fue entrenada en Cuba como asesina profesional. En otro tiempo Roberta era conocida como Rosarita Cisneros (ロザリタ・チスネロス Rozarita Chisunerosu?). Era un miembro de las FARC que hacía el trabajo sucio, matando a muchas personas, como por ejemplo políticos, hombres de negocios y civiles; sin embargo, deja las FARC al saber que eran traficantes de droga en lugar de revolucionarios. Al fallecer su padre fue adoptada como sirvienta por un amigo de su padre, Diego Loveless. Es amable y dulce con la familia Loveless, sobre todo con García Loveless, el hijo de Diego, a quien ama profundamente. Sin embargo, en el combate es una despiadada máquina de matar, superando a Revy en capacidades. Es conocida como la "Perra de Presa de Florencia" y Rock la considera un "Robot Asesino del Futuro" (es una referencia a la serie de películas Terminator de James Cameron).
Eda (エダ?)
Seiyū: Jun Karasawa
Es una agente de la CIA que se hace pasar por monja en "La Iglesia de la Violencia", una organización de contrabando. Aunque es muy buena amiga de Revy, a menudo se la pasan peleando debido a sus personalidades temperamentales e impulsivas. Está enamorada de Rock (Llamándole "Romeo"), y a menudo pone celosa a Revy. Ella, junto con Roberta, están a la caza de Grey Fox, ya que es un peligro para la CIA.
Bai Ji-Shin Chang (張維新 Chan Waisan?)
Seiyū: Toshiyuki Morikawa
Es el jefe de la Tríada de Hong Kong. Al igual que Revy, usa dos pistolas, una Beretta 76 y una Hardballer AMT. Revy le idolatra y se esfuerza para igualarle en habilidad. Queda implícito que fue él quién le enseñó a Revy el estilo de las dos pistolas. Luchó contra Balalaika y la derrotó, aunque no logró asesinarla. Chang es calmado y algo excéntrico. En su pasado fue policía, y sus habilidades son tales que fue capaz de sobrevivir a su encuentro con Hansel y Gretel, y de desarmar a Fabiola fácilmente.
Fabiola Iglesias (ファビオラ・イグレシアス Fabiora Igureshiasu?)
Seiyū: Satsuki Yukino
Es otra sirvienta de la familia Lovelace, de nacionalidad venezolana, originaria de Caracas, una chica menor de edad que tiene cualidades para el uso de armas y defensa personal. Como lo notó Rock, ella no pelea, sino que es una practicante competente de capoeira. Es todo lo contrario a Roberta: es amable y menos agresiva, pero posee la misma agilidad que ella con sus enemigos. En combate usa dos MAG-7 que le fueron dados por Roberta. También porta un China Lake NATIC y tiene un par de cuchillos en los talones de los zapatos. Al igual que Roberta, Fabiola es muy protectora con García, llegando a atacar a Chang y forcejeando duramente pese a haber sido rápidamente inmovilizada.
Garcia Fernando Lovelace (ガルシア・フェルナンド・ラブレス Garushia Ferunando Raburesu?)
Seiyū: Kazue Ikura
Es el hijo de Diego y heredero de la fortuna Lovelace, recibida al morir su padre. A pesar de su corta edad, es un niño muy inteligente y ha visto la cara oscura de la vida. Sus criadas le llaman "señorito" y él las considera parte de su familia. Tiene una relación fraternal e incluso amorosa con Roberta, siendo el único capaz de detenerla y frenar su furia psicótica.
Verrocchio (ヴェロッキオ Verokkio?)
Seiyū: Banjō Ginga
Es el líder de la mafia italiana en Roanapur. En una ocasión intentó utilizar a Hansel y Gretel, dos niños asesinos, para aniquilar a los líderes de otras bandas criminales de la ciudad. Al final murió por manos de ellos.
Abrego (アブレーゴ Aburēgo?)
Seiyū: Hisao Egawa
Líder del cartel de Manizarera en Roanapur, es arrogante aunque cobarde, y fue dado por muerto a causa de la "limpieza" que había hecho Roberta en un bar en el que él se encontraba, pero de algún modo sobrevivió ya que más adelante vuelve a aparecer. Es el enemigo jurado de Roberta.
Shenhua (シェンホア Shenhoa?)
Seiyū: Yōko Sasaki
Shenhua es una asesina que tiene buen cuidado con su apariencia personal. Está también muy orgullosa de su herencia taiwanesa. Es por esa razón por lo que sólo conoce lo suficiente de inglés como para trabajar con los demás criminales en Roanapur y no se preocupa por la gramática o la estructura. Su pobre dominio del inglés hace que revy le ponga apodos como "Chinglish", pero los que la conocen bien están más preocupados por la maestría con la que lanza cuchillos y cuchillas. Su principal arma consiste en dos hojas kukri atadas con una cuerda larga para que pueda girar alrededor de ellos, tirarlos y rápidamente tirar de ellos hacia atrás. En su opinión, las cuchillas siempre son armas triunfales, que no pueden quedarse sin munición.
Hänsel y Gretel
Seiyū: Omi Minami (Hänsel) y Tomoko Kaneda (Gretel)
Durante su infancia, "Hänsel" y "Gretel" se ven obligados a participar en películas snuff pedófilas, en las que actúan ya sea para asesinar a otros niños o ser violadas. Tales incidentes horribles y el hecho de haber sido testigos de palizas continuas de otros niños los llevan a convertirse en asesinos desquiciados sádicos. Tienen la firme creencia de que sus ciclos de vida se extienden cuando matan a otros. Esta creencia deriva probablemente del hecho de que tenían que matar a otros niños para evitar golpes en sus años del orfanato.

## Contenido de la obra

### Producción
En una entrevista con Otaku USA, el creador, Rei Hiroe, declaró que Black Lagoon se inspiró en las películas de James Ellroy, John Woo, Quentin Tarantino y Stephen King, además de escuchar sobre casos reales de piratería en el Mar del Sur de China en la década de 1990.
El arco argumental "Fujiyama Gangsta Paradise" mostró que la mayoría de los personajes de la serie en realidad hablan inglés, y que los japoneses simplemente se hacen para la audiencia.

### Anime
Black Lagoon fue adaptado en una serie anime de televisión de dos temporadas por Madhouse y salió al aire en Chiba TV con 24 episodios. La primera temporada, que consta de 12 episodios, desde el 8 de abril de 2006 hasta el 24 de junio de 2006 y la segunda temporada, también de 12 episodios desde el 3 de octubre de 2006, hasta el al 19 de diciembre de 2006. Un OVA de cinco episodios también fue lanzado del 17 de julio de 2010 al 22 de junio de 2011.

#### Primera temporada:Black Lagoon
- Episodio 1: «The Black Lagoon» («The Black Lagoon»)
- Episodio 2: «Cielo de manglares» («Mangrove Heaven»)
- Episodio 3: «A la caza del barco Ring-Ding» («Ring-Ding Ship Chase»)
- Episodio 4: «El retorno de las águilas» («The Return of the Eagles»)
- Episodio 5: «Águila cazando y cazando águilas» («Eagle Hunting and Hunting Eagles»)
- Episodio 6: «Cotos de caza a la luz de la luna» («Moonlit Hunting Grounds»)
- Episodio 7: «Calmaos, tipos duros» («Calm Down, Two Men»)
- Episodio 8: «Rasta Blasta» («Rasta Blasta»)
- Episodio 9: «Criada letal» («Maid to Kill»)
- Episodio 10: «La camarera imparable» («The Unstoppable Chambermaid»)
- Episodio 11: «La Revolución Lock'n Load» («Lock'n Load Revolution»)
- Episodio 12: «Guerrillas en la jungla» («Guerrillas in the Jungle»)

#### Segunda temporada:Black Lagoon: The Second Barrage
- Episodio 13: «Llegan los vampiros mellizos» («The Vampire Twins Coming»)
- Episodio 14: «Un sangriento cuento de hadas» («Bloodsport Fairytale»)
- Episodio 15: «El canto del cisne al amanecer» («Swan Song at Dawn»)
- Episodio 16: «Dollar Jane» («Greenback Jane»)
- Episodio 17: «La parada de los monstruos de Roanapur» («The Roanapur Freakshow Circus»)
- Episodio 18: «La buena estrella del Sr. Benny» («Mr. Benny's Good Fortune»)
- Episodio 19: «El paraíso gangsta del Fuji» («Fujiyama Gangsta Paradise»)
- Episodio 20: «La sucesión» («The Succession»)
- Episodio 21: «Las dos soldaditas de papá» («Two Father's Little Soldier Girls»)
- Episodio 22: «La torre oscura» («The Dark Tower»)
- Episodio 23: «La venganza de Blanca Nieves» («Snow White's Payback»)
- Episodio 24: «Los pistoleros» («The Gunslingers»)

#### Tercera temporada (OVAS):Black Lagoon: Roberta's Blood Trail
- Episodio 25 (OVA 1): «Masacre colateral» («Collateral Massacre»)
- Episodio 26 (OVA 2): «Tácticas de un hombre de oficina» («An Office Man's Tactics»)
- Episodio 27 (OVA 3): «Ángeles en la mira» («Angels in the Crosshairs»)
- Episodio 28 (OVA 4): «Matadero sobresaturado» («Oversaturation Kill Box»)
- Episodio 29 (OVA 5): «Nombre Código Paraíso, Estado MIA» («Codename Paradise, Status MIA»)

## Banda sonora

### Black Lagoon

#### Tema de apertura
«Red Fraction» - MELL

#### Tema final
«Don't Look Behind» - EDISON

### Black Lagoon: The Second Barrage

#### Tema de apertura
«Red Fraction» - MELL

#### Tema final
#1: «Don't Look Behind» - EDISON (episodios 13-14,16-23)
#2: «The World of Midnight» - Minako Obata (episodio 15)
#3: «Peach Headz Addiction» - Breath Frequency (episodio 24)

### Black Lagoon: Roberta's Blood Trail

#### Tema de apertura
#01: «Red Fraction IO Drive mix» - MELL

#### Tema final
#1: «When Johnny Comes Marching Home» - EDISON
#2: «This Moment: Prayer in the Light» - Minako «mooki» Obata (episodio 5)

## Curiosidades
- En los primeros episodios del anime el nombre de Revy era Levi, posteriormente los encargados de la serie le cambian su nombre a Revy.
- La ciudad ficticia de Roanapur, Tailandia, correspondería a la también ciudad tailandesa de Laem Sing.
- La tercera temporada Black Lagoon: Roberta's Blood Trail se escribió en 2008, fecha en la cual aún no había muerto Manuel Marulanda, Jefe de las Fuerzas Armadas Revolucionarias de Colombia - Ejército del Pueblo (FARC-EP), por eso cuando se estrenó en enero de 2011, se lo menciona como si aún siguiera vivo.